# Штефан Ульмер
Штефан Ульмер (нім. Stefan Ulmer; нар. 1 грудня 1990, м. Дорнбірн, Австрія) — австрійський хокеїст, захисник. Виступає за ХК «Лугано» у Швейцарській національній лізі.
Виступав за «Кюснахт Лайонс», «Спокан Чифс» (ЗХЛ), ХК «Лугано».
В чемпіонатах Швейцарії — 89 матчів (3+13), у плей-оф — 9 матчів (1+2).
У складі національної збірної Австрії учасник чемпіонату світу 2012 (дивізіон I). У складі молодіжної збірної Австрії учасник чемпіонатів світу 2008 (дивізіон I), 2009 (дивізіон I) і 2010. У складі юніорської збірної Австрії учасник чемпіонатів світу 2006 (дивізіон I) і 2007 (дивізіон I).
Брат: Мартін Ульмер.